# Ulrich II. (Hanau)
Ulrich II. von Hanau (* ca. 1280 /1288; † 23. September 1346) war zwischen 1305/1306 und 1346 Herr von Hanau.

## Kindheit
Aus seiner Kindheit ist nichts bekannt. Erst mit seinem Regierungsantritt ist er urkundlich bezeugt. Das Geburtsjahr steht nicht fest. Der früheste Zeitpunkt (ca. 1279) dafür errechnet sich aus dem Hochzeitsdatum seiner Eltern, Ulrich I. von Hanau und Gräfin Elisabeth von Rieneck, 1278. Der späteste Zeitpunkt für seine Geburt (ca. 1288) ergibt sich daraus, dass er bei Regierungsantritt offensichtlich volljährig war, was in dieser Zeit im Alter von 18 Jahren eintrat. Da er sich erst vier Jahre nach seinem Regierungsantritt verheiratete, spricht alles für ein spätes Geburtsjahr.

## Familie
Ulrich II. heiratet 1310 Agnes von Hohenlohe (* vor 1295; † 29. November 1346), Tochter des Kraft I. von Hohenlohe. Aus der Ehe sind zehn Kinder bekannt. Die Reihenfolge der Söhne ergibt sich aus Urkunden. Wie sich dem die Töchter zuordnen, ist unbekannt. Die Söhne sind deshalb vorangestellt:
1. Ulrich III. (* 1310; † 1369/70)
2. Reinhard, Domkustos in Mainz
3. Kraft († 1382), Domherr in Köln, Mainz, Würzburg und Worms
4. Ludwig, († nach 1386), Erzdiakon in Würzburg
5. Gottfried († nach 1372), Komtur des Deutschen Ordens
6. Konrad († 1383 [ermordet]), Fürstabt von Fulda

1. Elisabeth († nach 1365), verheiratet mit Philipp V. von Falkenstein
2. Adelheid († nach 1378), verheiratet mit Heinrich II. von Isenburg
3. Agnes († nach 1347), Nonne im Kloster Patershausen
4. Irmengard († nach 1348), Nonne im Kloster Gerlachsheim, erwähnt zwischen 1343 und 1347.

Erstmals verfügte Ulrich II. 1339 die Primogenitur im Haus Hanau. Dies ist eine der ältesten hausrechtlichen Bestimmungen dieses Inhalts in Deutschland. Das Gebot der Primogenitur wurde noch mehrmals wiederholt, z. B. 1343 und 1375. Trotz dieses Familienstatuts sollte es aber, wenn das politisch opportun war, in Zukunft noch mehrmals zu Teilungen der Grafschaft kommen, so z. B. 1456 und 1685.

## Regierung

### Politische Aktivitäten
1310 leistete Ulrich II. König Johann von Böhmen, einem Sohn Kaiser Heinrich VII. militärischen Beistand, wofür er vom Kaiser die Juden in den Städten der Herrschaft Hanau (Babenhausen, Hanau, Steinau an der Straße und Windecken) im Wert von 600 Pfund Heller verpfändet erhielt.
1314 findet sich Ulrich II. im Gefolge des Kurfürsten und bayerischen Herzogs Ludwig bei der Königswahl in Frankfurt.
Ulrich II. nahm aktiv an der Befriedungspolitik für die Region durch Landfrieden teil.
Kurz vor seinem Tod – die Gründe sind nicht bekannt – befand sich Ulrich II. in Reichsacht. Kaiser Ludwig beauftragte Friedrich von Hutten als Landvogt der Wetterau mit der Vollstreckung. Die Angelegenheit scheint bald und gütlich beigelegt worden zu sein. Näheres ist nicht bekannt.

### Gebietserwerb
1316 kaufte Ulrich II. das Gericht Brandenstein und die Hälfte des Gerichts Schlüchtern von Rieneck. Es handelte sich um Lehen des Bischofs von Würzburg, der diesem Verkauf zustimmte. Die zweite Hälfte von Schlüchtern erhielt Hanau 1377 im Tausch gegen die Burg Büttert. Das Kloster Schlüchtern begab sich 1457 endgültig in die Schutzherrschaft Hanaus.
1317 stellte sich der Inhaber des Hof Trages unter die Lehenshoheit Ulrichs II.
1320 verpfändete König Ludwig IV. den Bornheimerberg an Ulrich II., eine Bezahlung für geleistete Dienste bei einem Kriegszug im Elsass. 1351 erneuerte König Karl IV. diese Pfandschaft. 1434 wurde Graf Reinhard II. dann mit dem Bornheimerberg belehnt.
1326, endgültig 1349, wurde die Reichsstadt Gelnhausen durch König Ludwig IV. an Hanau verpfändet, 1330 die Bürger von ihrem Treueeid gegenüber dem Kaiser entbunden und diesbezüglich auf Hanau verwiesen.
1333 starb der Bruder der Mutter Ulrichs II., Graf Ludwig V. von Rieneck, womit diese Linie der Grafen von Rieneck erlosch. Durch ein Abkommen zwischen dem Verstorbenen und Ulrich I. von Hanau von 1296 waren Hanau die Lehenanwartschaften des Rieneckers übertragen. Allerdings hatte Ludwig V. 1329 verfügt, dass seine Tochter Udelhilt das Erbe antreten solle. Aus dieser Konstellation entwickelte sich ein umfangreicher Erbstreit, an dem sich auch andere Linien des Rienecker Hauses und die größten Lehensherren, Kurmainz und das Hochstift Würzburg beteiligen. Letztendlich aber ist der Gewinn für Ulrich II. erheblich, nämlich:
- die Hälfte des Gerichts Bieber;
- der überwiegende Teil des Amtes Lohrhaupten;
- die Hälfte des Amtes Partenstein;
- ein Viertel von Burg und Amt Rieneck;
- die Hälfte der Burg Prozelten;
- ein Drittel von Burg und Gericht Grumbach (die anderen zwei Drittel gehörten seit 1309 zum Erzbistum Mainz);
- ein Anteil an der Burg Rothenfels;
- Burg und Stadt Lauda;
- Osterburken (Burgheim);
- Vogtei über Dörnigheim;
- das Gericht Schwarzenfels
- zahlreiche Aktivlehen und Rechte.

## Tod
Als Sterbedaten für Ulrich II. werden in der Literatur zwei unterschiedliche genannt: 2. September 1346 und 23. September 1346. Begraben wurde er im Kloster Arnsburg, der Familiengrablege des Hauses Hanau bis ins 15. Jahrhundert.
Schon aus dem Jahr 1343 ist eine Urkunde überliefert, in der seiner Tochter Adelheid gewährt wird, zweimal im Jahr das Grab des Vaters besuchen zu dürfen, das in der Klausur des Klosters Arnsburg lag, also nicht frei zugänglich war.